# Đào tạo sau đại học
Đào tạo sau đại học là hình thức đào tạo dành cho các đối tượng đã tốt nghiệp đại học với mục tiêu trang bị những kiến thức sau đại học và nâng cao kỹ năng thực hành nhằm xây dựng đội ngũ những người làm khoa học có phẩm chất chính trị, đạo đức, có ý thức phục vụ nhân dân, có trình độ cao, đáp ứng nhu cầu phát triển kinh tế - xã hội, khoa học - công nghệ của Việt Nam. Đào tạo sau đại học thường gồm hai cấp đào tạo: Thạc sĩ và Tiến sĩ, giúp cho học viên cao học được bổ sung và nâng cao những kiến thức đã học ở đại học; hiện đại hóa những kiến thức chuyên ngành; tăng cường kiến thức liên ngành; có đủ năng lực thực hiện công tác chuyên môn và nghiên cứu khoa học trong chuyên ngành đào tạo.

## Hình thức đào tạo sau đại học
Có hai dạng bằng phân cấp chính ở mức đào tạo sau đại học: bằng cấp hàn lâm và bằng cấp chuyên nghiệp. Ngoài ra còn hình thức học tập lấy bằng không phân cấp hay bồi dưỡng sau đại học để nhận các dạng bằng và chứng chỉ.

### Bằng cấp
Đào tạo sau đại học theo hướng hàn lâm hay chuyên nghiệp đều thường gồm hai cấp đào tạo: Thạc sĩ và Tiến sĩ. Bằng cấp chuyên nghiệp trong y khoa Việt Nam gồm hai cấp là bằng bác sĩ chuyên khoa một và bác sĩ chuyên khoa hai.

#### Đào tạo Thạc sĩ
Đào tạo thạc sĩ cần đạt được mục tiêu là Thạc sĩ phải có kiến thức chuyên môn vững vàng; có năng lực thực hành và khả năng thích ứng cao trước sự phát triển của khoa học, kỹ thuật và kinh tế; có khả năng phát hiện và giải quyết vấn đề thuộc chuyên ngành được đào tạo. Thời gian đào tạo Thạc sĩ theo hình thức tập trung là 2 năm và không tập trung là 3 năm.
Chương trình đào tạo Thạc sĩ gồm 3 phần:
- Phần 1: Kiến thức chung
- Phần 2: Kiến thức cơ sở và chuyên ngành
- Phần 3: Luận văn Thạc sĩ

#### Đào tạo Tiến sĩ
Tiến sĩ được đào tạo ra phải đạt mục tiêu là có trình độ cao về lý thuyết,  thực hành; có năng lực sáng tạo, độc lập nghiên cứu; có khả năng hướng dẫn nghiên cứu khoa học và hoạt động chuyên môn; Phát hiện và giải quyết được những vấn đề khoa học-công nghệ.Thời gian đào tạo tiến sĩ theo hình thức tập trung là 4 năm đối với người có bằng tốt nghiệp đại học; từ hai đến 3 năm đối với người có bằng thạc sĩ. Thời gian đào tạo tiến sĩ theo hình thức không tập trung là 5 năm đối với người có bằng tốt nghiệp đại học; Từ 3 đến 4 năm đối với người có bằng thạc sĩ.
Chương trình đào tạo Tiến sĩ gồm: 
- Phần 1: Các môn học của chương trình Thạc sĩ
- Phần 2: Các chuyên đề Tiến sĩ
- Phần 3: Luận án Tiến sĩ

### Bồi dưỡng sau đại học
Bồi dưỡng sau đại học là loại hình đào tạo nhằm bổ sung, cập nhật, nâng cao kiến thức để theo kịp sự phát triển của khoa học, công nghệ trong nước và trên thế giới.